# (5245) Масляков
(5245) Масляков (лат. Maslyakov) — типичный астероид главного пояса, открыт 1 апреля 1976 года советским астрономом Николаем Черных в Крымской астрофизической обсерватории и 20 июня 1997 года назван в честь телеведущего Александра Маслякова-старшего.

## Обнаружение и именование
(5245) Масляков
Открыт 1 апреля 1976 года в Научном Н. С. Черных.
Назван в честь московского тележурналиста Александра Васильевича Маслякова, одного из основателей и на протяжении многих лет ведущего программы КВН («Клуб весёлых и находчивых»), которая очень популярна не только в странах бывшего Советского Союза, но и в других странах.
Оригинальный текст (англ.)5245 Maslyakov
Discovered 1976-04-01 by Chernykh, N. S. at Nauchnyj.
Named in honor of Aleksandr Vasilʹevich Maslyakov, Moscow television journalist, one of the founders and for many years presenter of the program KVN (Club of Merry and Resourceful Persons), which is very popular not only in the countries of the former Soviet Union but in others too.
Источники: DISCOVERY.DB; M.P.C. 30096.

## Орбита

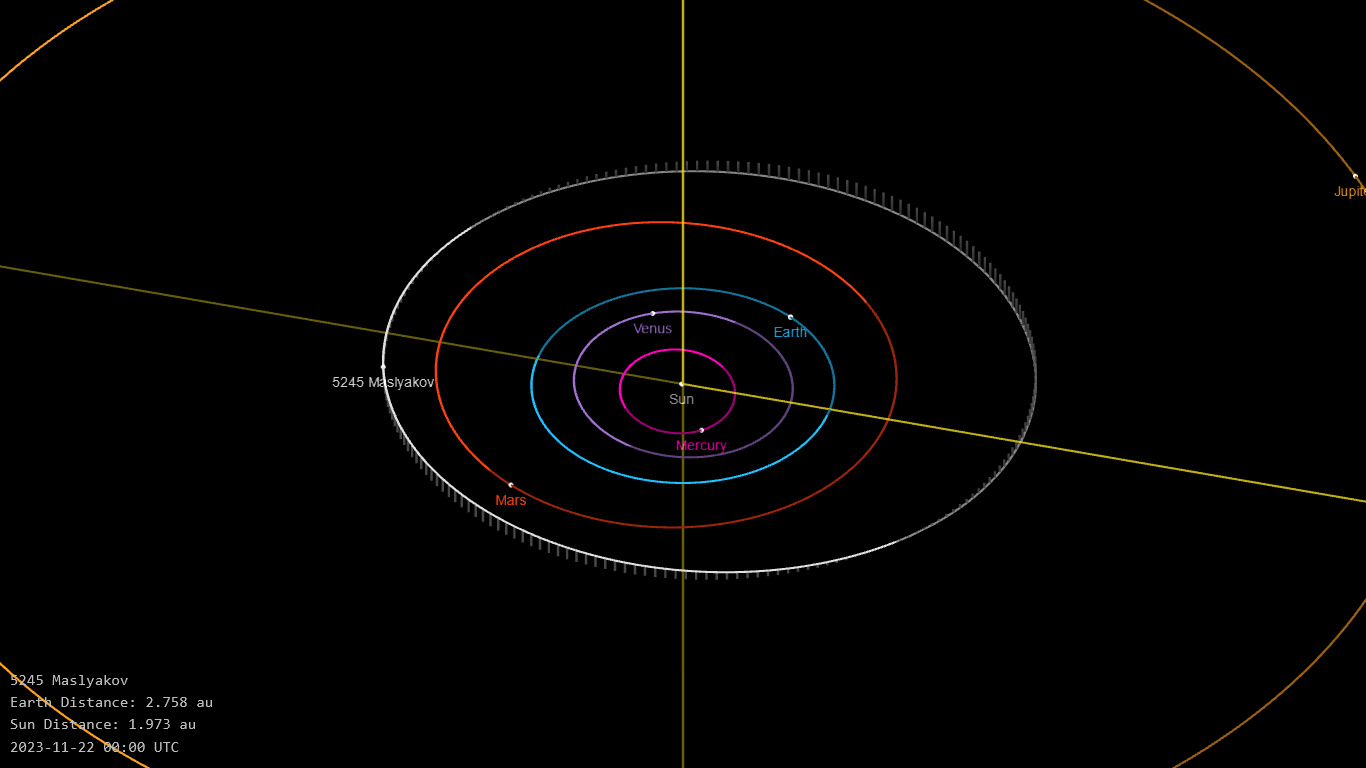
Орбита астероида Масляков и его положение в Солнечной системе

## Физические характеристики
Астероид относится к таксономическому классу S.
По результатам наблюдений в видимом и ближнем инфракрасном диапазоне космического телескопа NEOWISE диаметр астероида оценивался равным 4,448±0,174 км и 4,12±0,54 км. Согласно тем же источникам альбедо оценивается как 0,3555±0,0400, 0,36±0,13 и 0,355±0,040.